# Poltergeist

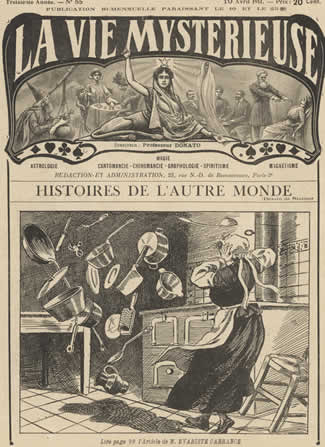
Capa da revista francesa "La Vie Mysterieuse", sobre o caso Therese Selles (1911)

Poltergeist (do alemão poltern (fazer barulho), e geist (fantasma)), também chamado por alguns parapsicólogos como Psicocinesia Recorrente Espontânea (em inglês: Recurrent Spontaneous Psychokinesis, RSPK), é um tipo de evento paranormal que se manifesta em um ambiente no qual existem ocorrências físicas, tais quais, chuva de pedras, movimentação, aparecimento e desaparecimento de objetos, sons, pirogenia, luzes, entre outras. Pode envolver até ataques físicos. Essas manifestações já foram registradas em muitas culturas e países, incluindo o Brasil, Austrália, Estados Unidos, Japão e a maioria das nações europeias. Os primeiros casos registrados datam do século I.

## O fenômeno
O termo Poltergeist, do idioma alemão, é traduzido como fantasma barulhento (poltern = barulhento; geist = fantasma ou espírito). São conhecidos como Poltergeist os fenômenos sobrenaturais não explicados pela ciência. Lançamento de pedras, luzes que surgem do nada, deslocamento de objetos leves ou pesados, surgimento espontâneo de água, fogo, ou focos de luz, anormalidade nas instalações elétricas e telefônicas, abertura de portas, pancadas em lugares diversos, clarão ofuscante, estouro de lâmpadas, ruídos de passos ou correria, vozes, música, brinquedos que funcionam mesmo sem as baterias ou pilhas, correntes de ar, objetos surgindo ao lado de outros, como as chaves de seu carro junto a um livro no chão, sua escova de dentes junto a uma caneta, ou algum pertence seu junto a uma faca (Todas essas coisas significam um Pressagio de Morte).
Acredita-se que o foco dessa perturbação seja oriundo de uma criança na fase da puberdade, em geral do sexo feminino, ou mesmo um adulto dotado de poderes paranormais. O evento caracteriza-se por estar relacionado a um indivíduo presente em um ambiente e pode ser de curta a longa duração. Difere sutilmente da chamada Assombração (Haunting), que pode se estender por anos e está sempre associada a uma área, geralmente uma casa a qual contém histórico de mortes violentas.
A parapsicologia define esses fenômenos como uma faculdade extra-sensorial na qual a mente atua diretamente sobre a matéria, através de meios invisíveis sem contato físico. O termo psicocinesia é derivado das palavras gregas psyché (alma) e kinein (mover).
De acordo com a literatura espírita, o fenômeno Poltergeist decorre de espíritos em perturbação, os quais em comunhão com uma pessoa sensível, atuam por vezes de forma agressiva, ao fazer com que objetos como pedras, por exemplo, voem pelos ares atingindo outros objetos e pessoas. Para a ocorrência da manifestação é obrigatória a presença de um médium de efeitos físicos, ainda que completamente alheio à sua faculdade.

## Diferença entre Casas Assombradas (Haunting) e Poltergeist
De acordo com o professor Carlos Alberto Tinoco, autor de Poltergeists, Fenômenos Paranormais de Psicocinesia Espontânea, apesar de terem várias características em comum, os dois fenômenos são distintos. Os casos de Assombramento, Assombração ou Haunting (pelos ingleses), Hantise (pelos franceses) e Infestazione (pelos italianos) são estudados pelos pesquisadores da Psychical Research Foundation Inc., de Durham, EUA, que investigam exclusivamente os fenômenos relativos às manifestações que sugerem a presença de pessoas mortas (fenômenos Theta), fazem distinção entre os dois aludidos fenômenos.
O notável pesquisador Ernesto Bozzano, na sua obra Dei fenomeni d'Infestazione, após estudar quinhentos e trinta e dois casos paranormais escolhidos, conseguiu enquadrar trezentos e setenta e quatro deles na categoria de Assombramento ou Haunting. Os cento e cinquenta e oito restantes foram classificados como Poltergeist. Bozzano arrisca uma definição para Assombramento:
Os fenômenos de Assombramento compreendem esse conjunto de manifestações misteriosas e inexplicáveis cujo traço característico essencial é o de ligarem-se de maneira especial a um local determinado. (ver revista Reformador, agosto de 1976, página 238, artigo de Hermínio Miranda). Diz ainda Bozzano que nada mais misterioso nos casos de Assombramento do que o prolongamento de alguns deles, mantendo-se ativos, muitas vezes, através de séculos. Tais fenômenos se ligam, em sua esmagadora maioria, ao problema da morte, o que os coloca na categoria de  manifestação Theta.
Os casos de Haunting ou Assombramento
- Sempre estão ligados a certos locais por tempo relativamente longo. Alguns deles se misturam aos aspectos pitorescos e folclóricos de certas casas de espetáculo, teatros, etc.
- Apresentam visões de fantasmas, alguns diáfanos, outros suficientemente corporificados, a ponto de serem fotografados.
- Apresentam, como característica importante, sons de gemidos, soluços ou vozes humanos, nítidas ou não.
- Nem sempre apresentam um conjunto de manifestações objetivas com caráter nitidamente intencional, como acontece com os casos de RSPK.
- Apresentam manifestações, na sua maioria, de natureza subjetiva.
- Apresentam-se de modo tal que qualquer das suas múltiplas manifestações subjetivas nem sempre é vista, ao mesmo tempo, por todos os circunstantes.
- Apresentam, em alguns casos, visões de fantasmas cujas características individuais, como vestimentas, posturas, e outros detalhes, são sempre as mesmas, apesar de tais visões serem observadas por pessoas diferentes e em épocas diferentes. Muitos fantasmas são vistos trajando roupas em moda há vários séculos. O confronto dos depoimentos das pessoas vítimas de Assombramento, gerações após gerações, revela que um mesmo tipo de fantasma, por exemplo, encontra-se como que ligado ao local assombrado. Bozzano acredita ser essa uma das características marcantes do fenômeno. Para ele, a fixação do Agente Theta (fantasma) a certos locais está na razão direta da intensidade daquilo que o referido estudioso classifica como monodeísmo (por anos e anos - afirma Bozzano - e até por séculos, o fantasma não consegue pensar noutra coisa a não ser no seu problema íntimo, nos dramas, nas vinganças, nos amores que viveu, tudo tendo como palco o local do Haunting.
- Diferentemente dos casos de RSPK, não apresentaram, até hoje evidências seguras de que estejam ligados a uma pessoa, chamada de epicentro do fenômeno.

Os fenômenos de RSPK, talvez por serem mais registrados e estudados, comportam uma classificação e um estudo mais detalhado. Genericamente, os fenômenos de Poltergeist:
- Caracterizam-se pela movimentação paranormal de objetos, fenômeno que é conhecido por Transporte ou Apport.
- Apresentam, como característica mais importante, uma intencionalidade, seletiva ou não. Assim, por exemplo, o RSPK pode queimar mais preponderantemente as roupas de determinada pessoa, ou atingir mais fortemente o cômodo da casa habitado por alguém. Pode provocar travessuras com o propósito de assustar. Pode também manifestar-se até que determinado compromisso seja desfeito (desquite, casos amorosos, etc). A intencionalidade, quando pode ser constatada, é a característica mais importante dos fenômenos de RSPK.
- Apresentam alguns casos especiais de Transporte, que se caracterizam pelo fato de objetos serem retirados de dentro para fora e vice-versa, de recintos, armários, cofres, etc, estando estes hermeticamente fechados. (A penetração paranormal da matéria através da matéria é chamada de Hiloclastia por René Sudré).
- Apresentam, em algumas ocasiões, ocorrências de combustão espontânea.
- Podem apresentar casos de desaparecimento de objetos diversos, tais como dinheiro, jóias, roupas, etc. (Metafanismo).
- Podem apresentar ruídos estranhos, tais como sons provocados pela quebra por impacto, de adornos e utensílios domésticos, vidros, quadros, louças, etc. Alguns deles são assustadores, ocorrendo ou não a quebra de qualquer objeto.
- Apresentam, sempre de início, queda de pedras de tamanhos variados que provocam ruídos e podem danificar a residência atingida. Outros objetos, tais como pedaços de madeira, rebocos de  paredes, cacos de barros ou pilhas elétricas usadas, por exemplo, podem também ser atirados contra a casa que está sendo vítima do RSPK. Deve-se destacar que, na sua grande maioria, as pedras e os demais objetos atirados raramente são vistos iniciar suas trajetórias. Aparecem misteriosamente no ar e são vistos ou em movimento, ou surgindo nos locais para onde são transportados.
- Podem apresentar casos em que os objetos que são deslocados formem trajetórias anormais, em desacordo com as leis da dinâmica. Em um caso de RSPK ocorrido em Manaus, as pedras atiradas contra a casa seguiam curvas que estavam em desacordo com a física.
- Apresentam sempre mais ocorrências objetivas que os casos de Haunting.
- Sempre estão ligados à presença de uma pessoa a quem os estudiosos chamam de epicentro. Normalmente, trata-se de um adolescente.[6]